# Caracoles a la palentina
,
Los caracoles a la palentina es un plato elaborado a base de caracoles y diversos productos derivados del cerdo como jamón. lomo o chorizo. Se cocina por separado el caracol, cociéndolo en una olla, mientras que el sofrito se elabora en una sartén con diversas verduras; entre la más importante están la cebolla, el tomate y la guindilla, agregándose a los caracoles posteriormente para acabar de guisar el plato. Existen muchas variantes de este plato, ya que los acompañamientos dependerán en gran medida de la región, del cocinero, de la temporada o del capricho del comensal, no hay receta fija. Se sirve muy caliente, tradicionalmente en cazuela de barro.

## Origen
El origen de este plato está en las épocas de más escasez, en las que un animal tan común como el caracol, podía suponer un aporte energético en la dieta. Éste se recoge en época de lluvia, exceptuando épocas muy frías en las que el caracol se aletarga.

## Preparación
El caracol ha de despojarse de toda su baba antes de ser cocinado. Para ello es recomendable, una vez recolectados, se metan en una bolsa transpirable con una rama de laurel y salvados de trigo durante tres semanas. De ahí se les pasa por agua fría con sal, cambiándola varias veces hasta que dejen de generar espuma.
Una vez limpios los caracoles, se ponen a cocer en agua fría, durante 35 minutos. Se pone el aceite en una sartén y se hace un sofrito con jamón, lomo de cerdo cortado en dados, guindilla, cebolla, ajos, tomate y chorizo. Una vez hecho el sofrito y cocidos los caracoles, se escurren del agua de cocción y se añaden junto con un vaso de vino blanco, cubriéndolo todo con agua. Se deja hacer a fuego suave y por último se añaden unos piñones picados, dos yemas de huevo también cortadas en daditos y abundante perejil picado. Dejar 10 minutos más.

## Servir
Es importante servir los caracoles en cazuela de barro. 